# Хтјелњица
Хтјелњица (слч. Chtelnica) насељено је мјесто са административним статусом сеоске општине (слч. obec) у округу Пјештјани, у Трнавском крају, Словачка Република.

## Становништво
| Година:    | 1994. | 2004.   | 2014.   | 2024.   |
| ---------- | ----- | ------- | ------- | ------- |
| Број људи: | 2524  | 2551    | 2593    | 2510    |
| Разлика:   |       | +1,06 % | +1,64 % | -3,20 % |

| Година:    | 2023. | 2024.   |
| ---------- | ----- | ------- |
| Број људи: | 2529  | 2510    |
| Разлика:   |       | -0,75 % |

Према подацима о броју становника из 2024. године насеље је имало 2510 становника.